# Lobos BUAP
Club de Fútbol Lobos de la Benemérita Universidad Autónoma de Puebla – meksykański klub piłkarski z siedzibą w mieście Puebla, w stanie Puebla. Obecnie występuje na pierwszym szczeblu rozgrywek – Liga MX. Domowe mecze rozgrywa na obiekcie Estadio Olímpico de la BUAP.

## Historia
28 maja 1967 roku przy Zasłużonym Autonomicznym Uniwersytecie w Puebli (Benemérita Universidad Autónoma de Puebla, BUAP) założono klub "Lobos".

## Aktualny skład
Stan na 1 września 2017.
| Nr | Poz. | Piłkarz                       |
| -- | ---- | ----------------------------- |
| 1  | BR   | Lucero Álvarez                |
| 2  | OB   | César Cercado                 |
| 3  | OB   | Francisco Rodríguez (kapitan) |
| 4  | OB   | Richard Okunorobo             |
| 5  | OB   | Orlando Rincón                |
| 6  | PO   | Carlos Treviño                |
| 7  | NA   | Amaury Escoto                 |
| 8  | PO   | Jorge Ibarra                  |
| 9  | NA   | Diego Jiménez                 |
| 10 | PO   | Luis Quiñones                 |
| 11 | PO   | Alfonso Tamay                 |
| 12 | OB   | Heriberto Olvera              |
| 13 | PO   | Omar Tejeda                   |
| 16 | NA   | Emilio Sánchez                |
| 17 | OB   | Luis Advíncula                |

| Nr | Poz. | Piłkarz                   |
| -- | ---- | ------------------------- |
| 18 | PO   | Pedro Aquino              |
| 20 | NA   | Guillermo Clemens         |
| 21 | OB   | Eduardo Tercero           |
| 22 | NA   | Emmanuel Escobar          |
| 23 | NA   | Emanuel Herrera           |
| 24 | PO   | Rodrigo Godínez           |
| 25 | OB   | Juan Carlos García Sancho |
| 26 | PO   | Juan Carlos Medina        |
| 27 | PO   | Luis Olascoaga            |
| 28 | OB   | Carlos Morales            |
| 29 | BR   | Jorge Villalpando         |
| 31 | BR   | Francisco Canales         |
| 32 | PO   | Jonathan Fabbro           |
| 33 | NA   | Julián Quiñones           |